# Hall da Fama do futebol australiano
O Hall da Fama do futebol australiano foi criado em 1996, ano do centenário da Australian Football League, para ajudar a reconhecer as contribuições feitas ao esporte pelos jogadores, árbitros, personalidades da mídia, treinadores e administradores. Foi estabelecido inicialmente com 136 membros. A partir de 2008, esse número cresceu para 219, incluindo 22 "Legends" ("lendas").

## Jogadores
| - Gary Ablett, Sr. (Hawthorn, Geelong) - Graham Arthur (Hawthorn) - Allen Aylett (North Melbourne) - Gary Ayres (Hawthorn) - Percy Beames (Melbourne) - Peter Bedford (South Melbourne, Carlton) - Vic Belcher (South Melbourne) - Percy Bentley (Richmond) - Mark Bickley (Adelaide) - Malcolm Blight (Woodville, North Melb) - Francis Bourke (Richmond) - Craig Bradley (Port Adelaide, Carlton) - Dermott Brereton (Hawth., Sydney, Coll.) - Gavin Brown (Collingwood) - Peter Burns (Geelong) - Barry Cable (Perth, Nth Melb, E. Perth) - Peter Carey (Glenelg) - Wayne Carey (Nth Melb, Adelaide) - Albert Chadwick (Melbourne, Hawthorn) - David Christy (Melb, Frem, Imper'ls, E.Fre) - Jack E. Clarke (Essendon) - Jack K. Clarke (East Fremantle) - Ron Clegg (South Melbourne) - Horrie Clover (Carlton) - Albert Collier (Collingwood, Fitzroy) - Harry Collier (Collingwood) - George Coulthard (Carlton) - Syd Coventry (Collingwood) - Vic Cumberland (Melb., St Kilda, Sturt) - Peter Daicos (Collingwood) - John Daly (Norwood, West Adelaide) - Terry Daniher (Sth Melb, Essendon) - Barry Davis (Essendon, North Melbourne) - Bob Davis (Geelong) - Gary Dempsey (Footscray, North Melb) - Carl Ditterich (St Kilda, Melbourne) - Brian Dixon (Melbourne) - David Dench (North Melbourne) - George Doig (East Fremantle) - Bruce Doull (Carlton) - Jason Dunstall (Hawthorn) - Russell Ebert (Port Adelaide, Nth Melb) - Wels Eicke (St Kilda, North Melbourne) - Ken Farmer (North Adelaide) - Len Fitzgerald (Collingwood, Sturt) - Tom Fitzmaurice (Ess., Geel., N. Melb) - Fred Flanagan (Geelong) - Robert Flower (Melbourne) - Les Foote (North Melbourne, St Kilda) - Des Fothergill (Collingwood) - Ken Fraser (Essendon) - Ross Glendinning (E.Perth, N.Mel, WCE) - Bill Goggin (Geelong) - Edward 'Carji' Greeves (Geelong) | - Keith Greig (North Melbourne) - Ken Hands (Carlton) - Bob Hank (West Torrens) - Royce Hart (Richmond, Glenelg) - Doug Hawkins (Footscray, Fitzroy) - Lindsay Head (West Torrens) - Stan Heal (West Perth), Melbourne) - Gerard Healy (Melbourne, Sydney) - Reg Hickey (Geelong) - Garry Hocking (Geelong) - Allan Hopkins (Footscray) - Glen Jakovich (S.Fremantle, West Coast) - Frank Johnson (South Melbourne, Port Melbourne) - Dean Kemp (West Coast) - Neil Kerley (W. Adel, S. Adel, Glenelg) - Stephen Kernahan (Glenelg, Carlton) - Peter Knights (Hawthorn) - Phonse Kyne (Collingwood) - Allan La Fontaine (Melbourne) - Chris Langford (Hawthorn) - Dick Lee (Collingwood) - Johnny Lewis (Nth Melb, Melbourne) - Tony Lockett (St Kilda, Sydney) - Tom MacKenzie (West Torr., N. Adel) - Simon Madden (Essendon) - Steve Marsh (S. Frem, E. Frem) - Denis Marshall (Claremont, Geelong) - Peter Matera (West Coast, S. Frem) - Herbie Matthews (South Melbourne) - Rod McGregor (Carlton) - Merv McIntosh (Perth) - Guy McKenna (West Coast) - Peter McKenna (Collingwood, Carlton) - Dave McNamara (St Kilda) - Stephen Michael (South Fremantle) - Dan Minogue (Coll., Rich., Hawth.) - Bill Mohr (St Kilda) - George Moloney (Geelong, Claremont) - Kelvin Moore (Hawthorn) - Peter Moore (Collingwood, Melbourne) - Dan Moriarty (South Adelaide) - Jack Moriarty (Essendon, Fitzroy) - Bill Morris (Richmond) - Graham Moss (Essendon, Claremont) - Geof Motley (Port Adelaide) - Jack Mueller (Melbourne) - John Murphy (Fitzroy) - Kevin Murray (Fitzroy, East Perth) - Ian Nankervis (Geelong) - Laurie Nash (South Melbourne) - John 'Sam' Newman (Geelong) - Arthur Olliver (Footscray) - Charlie H. Pannam (Coll., Rich.) | - John Platten (Central District, Hawthorn) - Bernie Quinlan (Footscray, Fitzroy) - Bob Quinn (Port Adelaide) - John Rantall (S.Melb., N.Melb., Fitzroy) - Jack 'Dinny' Reedman (S.Adl, N.Adl, W.Adl) - Jack Regan (Collingwood) - Lou Richards (Collingwood) - Wayne Richardson (Collingwood) - Paul Roos (Fitzroy, Sydney) - Bob Rose (Collingwood) - Barry Round (Footscray, Sydney) - Allan Ruthven (Fitzroy) - Paul Salmon (Essendon, Hawthorn) - Wayne Schimmelbusch (North Melb) - John Schultz (Footscray) - Don Scott (Hawthorn) - Walter Scott (Norwood) - Tony Shaw (Collingwood) - Kevin Sheedy (Richmond) - Jack Sheedy (E.Frem, S.Melb, E.Perth) - Stephen Silvagni (Carlton) - Wilfred 'Chicken' Smallhorn (Fitzroy) - Bernie Smith (West Adelaide, Geelong) - Ross Smith (St Kilda) - Geoff Southby (Carlton) - Stuart Spencer (Melbourne, Clarence) - Jim Stynes (Melbourne) - Charlie Sutton (Footscray) - Mark Tandy (South Melbourne) - Noel Teasdale (North Melb, Woodville) - Len Thompson (Coll., Sth Melb., Fitz.) - Vic Thorp (Richmond) - Albert Thurgood (Essendon) - Jack Titus (Richmond) - George 'Jocka' Todd (Geelong) - William 'Nipper' Truscott (East Frem.) - Michael Tuck (Hawthorn) - Des Tuddenham (Collingwood, Essendon) - Harry Vallence (Carlton) - Doug Wade (Geelong, North Melb) - Bill Walker (Swan Districts) - Robert Walls (Carlton, Fitzroy) - Gavin Wanganeen (Essendon), Port Adelaide) - Norman Ware (Footscray) - Ivor Warne-Smith (Melbourne) - Colin Watson (St Kilda) - Tim Watson (Essendon) - Dale Weightman (Richmond) - Greg Williams (Geelong, Syd., Carl.) - Garry Wilson (Fitzroy) - Jack Worrall (Carlton, Essendon) - Roy Wright (Richmond) - Henry Young (Geelong) |